# Zé do Norte
Alfredo Ricardo do Nascimento, conhecido como Zé do Norte,  (Cajazeiras, 18 de dezembro de 1908 — Rio de Janeiro, 2 de outubro de 1992) foi um músico brasileiro.
O menino Alfredo Ricardo, órfão de pai e de mãe, teve uma infância muito pobre. Trabalhou na enxada, apanhou algodão, conduziu tropas de burro. Gostava de cantar desde a infância, mas sem imaginar que isso pudesse ser meio de vida.
Em 1921, foi para Fortaleza e alistou-se no Exército, indo servir no Rio de Janeiro. Convidado, atuou em programa de rádio, obtendo grande sucesso com uma embolada de sua autoria. Acabou sendo levado para a Rádio Tupi onde cantou adotando o pseudônimo de Zé do Norte, em 1940.
Em 1941 ele foi para a Rádio Transmissora Brasileira (atual Rádio Globo) e participou de programas, como "Desligue, Faz Favor " e "Hora Sertaneja". Passou depois para as rádios Fluminense, Clube do Brasil, Guanabara, atuando como animador, organizador, cantor e declamador. Nesse tempo, Zé do Norte lançou em programa de rádio o sanfoneiro pernambucano Luiz Gonzaga, o futuro Rei do Baião.
Zé do Norte publicou o livro "Brasil Sertanejo" em 1948 e cinco anos depois atuou como consultor do linguajar nortista e compositor no filme "O Cangaceiro", de Lima Barreto (1953). Sua música "Mulher Rendeira" (sobre motivo atribuído a Virgulino Ferreira, o Lampião) ficou mundialmente conhecida após ser incluída no referido filme.
Entre suas mais de 100 composições, a segunda mais famosa é "Sodade Meu Bem, Sodade" (1953), regravada por vários intérpretes, como Nana Caymmi, Pena Branca e Xavantinho, Socorro Lira, Marcus Lucenna, Xangai e Maria Bethânia.
Suas músicas foram interpretadas por uma gama variada de artistas, incluindo Raul Seixas (ele gravou uma bela versão de Lua Bonita, no disco A Pedra do Gênesis, de 1988), Caetano Veloso (ele inseriu a música Sôdade, Meu Bem, Sôdade, no disco Transa, de 1972, ao longo da execução de sua música It's a Long Way, muito embora não tenha dado os devidos créditos ao autor), Geraldo Azevedo (Meu Pião) e Joan Baez.
Pelas mãos de uma escritora e jornalista renomada, a cearense Rachel de Queiroz, Zé do Norte foi indicado para a equipe da produção cinematográfica de O Cangaceiro, filme  dirigido pelo paulista Lima Barreto, como consultor de prosódia sertaneja. Terminou sendo o "autor" da trilha sonora, que incluiu o clássico Mulher Rendeira. O sucesso da fita em Cannes elevou Zé do Norte ao Olimpo do cancioneiro popular nacional.
Existem controvérsias sobre a sua autoria de Mulher Rendeira. Diz-se que Mulher Rendeira já era cantada nos sertões nordestinos antes de Zé do Norte chegar ao Rio de Janeiro nos anos 1940. Há quem diga que seu autor é Virgolino Ferreira da Silva, o temido cangaceiro Lampião. Mas é mais provável que tenha sido adaptada e recebido acréscimos ao longo do tempo. E não é de todo improvável que algumas estrofes tenham sido de fato criadas pelo talentoso Zé do Norte. O jornalista José Neumanne Pinto afirma que, embora genial, Ze do Norte se apropriara de canções tradicionais cantadas pela mãe do mesmo. José Nêumanne Pinto Diz:
”Fui grande amigo de Zé do Norte. Tomava chope com ele no Bar Brasil, um restaurante alemão na Lapa. Os companheiros de copo eram Zé Ramalho e o xilogravador Ciro de Uiraúna. E já tive oportunidade de esclarecer a Socorro Lira, minha querida Joan Baez de Brejo do Cruz, que o genial malandro Alfredo Ricardo do Nascimento NUNCA compôs nenhuma música. Apenas adotou como suas canções cantadas pela mãe no sertão do Rio do Peixe, de onde viemos para o Sudeste ele e eu."  